# Medaile Za zásluhy
Medaile Za zásluhy je nižší státní vyznamenání České republiky.
Vznikla v roce 1990. Medaili Za zásluhy uděluje prezident republiky osobám, které se zasloužily o stát nebo územní samosprávný celek v oblasti hospodářské, vědy, techniky, kultury, umění, sportu, výchovy a školství, obrany, bezpečnosti státu a občanů. Dělí se do tří stupňů, kterým odpovídá materiál a počet fialových pruhů na stužce. I. stupeň medaile je nejvyšší, je ražen ze stříbra a pozlacen, II. stupeň je ražen ze stříbra a III. stupeň je ražen z bronzu.
Výtvarným autorem medaile je Jiří Harcuba.
| Stužka medaile Za zásluhy | Stužka medaile Za zásluhy | Stužka medaile Za zásluhy | Stužka medaile Za zásluhy | Stužka medaile Za zásluhy |
|                           | ČSFR (1990–1992)          | ČSFR – vojáci (1990–1992) | ČR (od 1994)              |                           |
| ------------------------- | ------------------------- | ------------------------- | ------------------------- | ------------------------- |
| I. stupeň                 |                           |                           |                           |                           |
| II. stupeň                |                           |                           |                           |                           |
| III. stupeň               |                           |                           |                           |                           |

Dekorovaní navíc obdrží certifikát potvrzující udělení medaile.

## Galerie

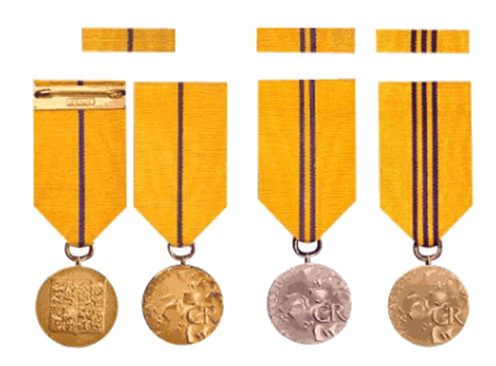
Jednotlivé stupně medaile Za zásluhy
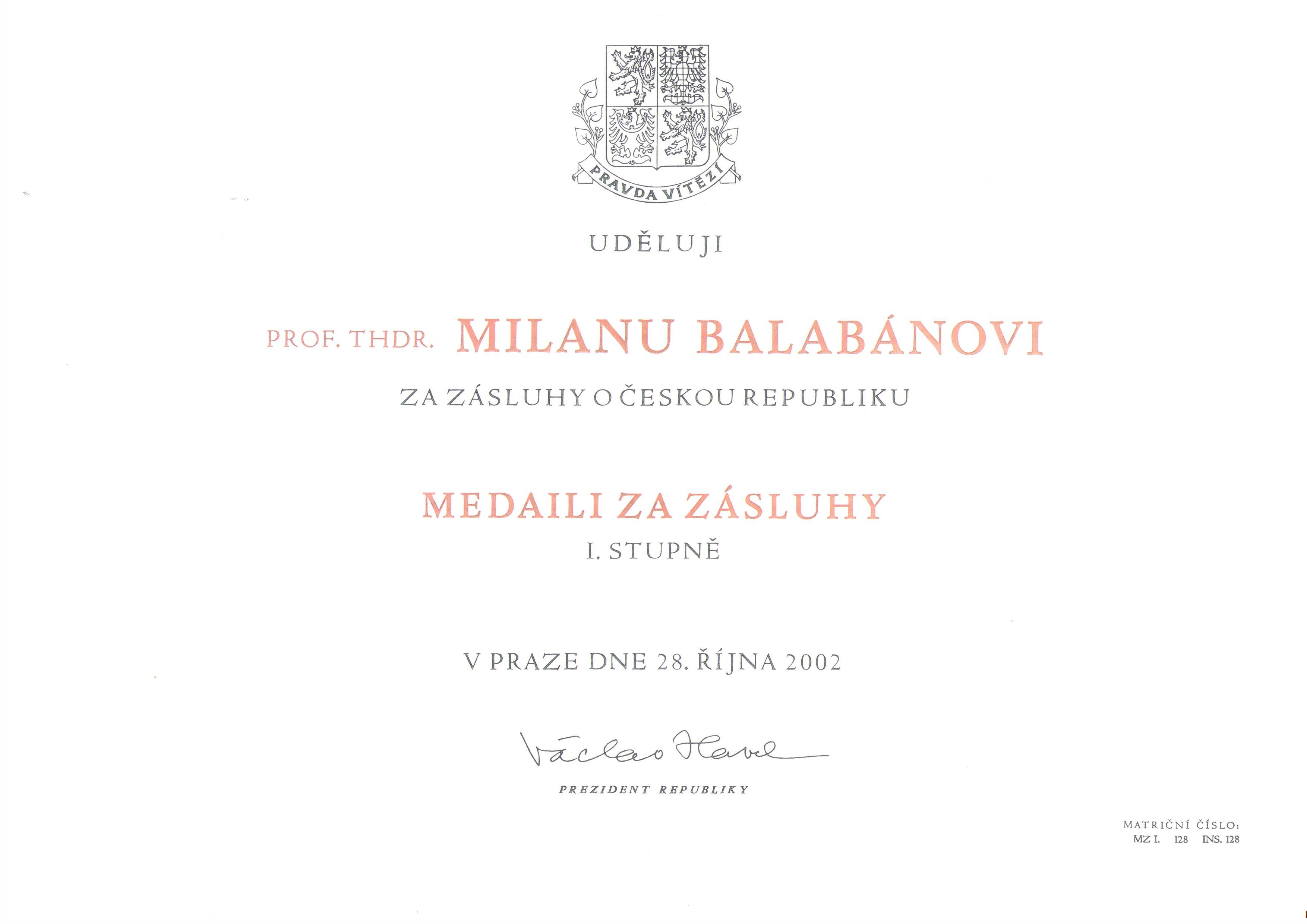
Dekret udělený Milanu Balabánovi 28. října 2002